# 山口県道197号仁保中郷奈美線
山口県道197号仁保中郷奈美線（やまぐちけんどう197ごう にほなかごうなみせん）は、山口県山口市から防府市に至る一般県道である。

## 概要
山口市仁保中郷から防府市大字奈美に至る。

### 路線データ
- 起点：山口市仁保中郷（国道376号・山口県道26号山口鹿野線交点）
- 終点：防府市大字奈美（山口県道24号防府徳地線交点、山口県道27号山口徳山線上）

## 歴史
- 1972年（昭和47年）4月1日 - 山口県告示第262号により認定される。
- 1994年（平成6年）3月15日 - 山口県告示第210号により山口県道27号山口徳山線が認定されたことに伴い実質上山口市域のみを通る路線になる。

## 路線状況
山口県道27号山口徳山線重用区間は大型車の通行が困難な狭隘な山道になる。

### 重複区間
- 山口県道27号山口徳山線（山口市仁保中郷 - 防府市大字奈美（終点））

## 地理

### 通過する自治体
- 山口県
  - 山口市 - 防府市

### 交差する道路
| 交差する道路                                               | 市町村名 | 交差する場所 | 交差する場所 |
| ---------------------------------------------------------- | -------- | ------------ | ------------ |
| 国道376号 山口県道26号山口鹿野線                           | 山口市   | 仁保中郷     | 起点         |
| 山口県道27号山口徳山線 重複区間起点                        | 山口市   | 仁保中郷     |              |
| 山口県道24号防府徳地線 山口県道27号山口徳山線 重複区間終点 | 防府市   | 大字奈美     | 終点         |

### 沿線
- 山口レインボーヒルズ泉水原ゴルフクラブ
- 佐波川
- 防府市立小野中学校

### 峠
- 桜ヶ峠（山口市 - 防府市）